# Таутовское сельское поселение
Тау́товское се́льское поселе́ние (чув. Тавӑт ял тӑрӑхӗ) — упразднённое в 2022 году муниципальное образование в составе Аликовского муниципального округа Чувашской Республики. Административный центр — деревня Таутово.
На территории поселения находятся 11 населённых пунктов — 9 деревень и 2 выселок. 
По землям поселения течет река Хирлеп.
| 2010  | 2012  | 2013  | 2014  | 2015  | 2016  | 2017  |
| ----- | ----- | ----- | ----- | ----- | ----- | ----- |
| 2151  | ↘2095 | ↘2041 | ↘2001 | ↘1962 | ↘1927 | ↘1886 |
| 2018  | 2019  | 2020  | 2021  |       |       |       |
| ↘1873 | ↘1826 | ↘1801 | ↘1764 |       |       |       |

## Связь и средства массовой информации
- Связь: ОАО «Волгателеком», Би Лайн, МТС, Мегафон. Развит интернет ADSL технологии.
- Газеты и журналы: Аликовская районная газета «Пурнăç çулĕпе» — «По жизненному пути». Языки публикаций: Чувашский.
- Телевидение: Население использует эфирное и спутниковое телевидение, за отсутствием кабельного телевидения. Эфирное телевидение позволяет принимать национальный канал на чувашском и русском языках.